# Karinthy Gábor
Karinthy Gábor (Budapest, 1914. december 17. – Budapest, 1974. november 13.) magyar költő.

## Életpályája
Apja Karinthy Frigyes, a népszerű író; anyja Judik Etel színésznő, aki 1918-ban a spanyolnátha-járvány áldozatául esett. Apja később feleségül vette Böhm Arankát (ebből a házasságból született Karinthy Ferenc író).
A Lónyay Utcai Református Gimnáziumba járt, nem volt jó tanuló. Néhány irodalom, költészet iránt érdeklődő barátjával (köztük Benedek Istvánnal, Devecseri Gáborral) „Hangszóró” néven lapot alapított, verseinek nagy része itt jelent meg – a többi verse többnyire elveszett, miként Heine-, Rilke-fordításai is elkallódtak. Érettségi után színészettel próbálkozott, egy évig járt a Rózsahegyi-féle színiiskolába. A Szép Szóban és a Nyugatban is jelentek meg versei a 30-as évek második felében. Apja halála (1938) után az egyébként is érzékeny, szorongásra hajlamos költőt egyre gyakrabban gyötörték hallucinációk, fóbiák, amelyeket „ördöggörcsnek” nevezett. Ezt tetézték később a nyilas uralom idején őt ért állítólagos zaklatások – azért csak állítólagos, mert a zsidótörvények nem vonatkoztak rá, semmiféle korlátozást sem kellett elviselnie. 1946–1948-ban a Fővárosi Könyvtárban dolgozott, 1948–1952 között félrevonultan élt Badacsonyban. Egyre gyakrabban jelentkező hallucinációi, kényszerképzetei, fóbiái miatt idegszanatóriumba került: szkizofréniával kezelték, néhány hónapig Budapesten, majd 1952 őszétől 1957 tavaszáig Intapusztán, ahol kamaszkori barátja, Benedek István volt a kezelőorvosa. 1957-től haláláig Budapesten visszavonultan élt, Benedek István házában a XII. kerület Vércse u. 24/b-ben.

## Művei
- Devecseri Gábor, Karinthy Gábor versei; előszó Somlyó Zoltán; Fórum Ny., Bp., 1932
- Étel és ital. Versek; Nyugat, Bp., 1937
- Ovidius Publius Naso szerelmei; ford. Karinthy Gábor, tan. Szilágyi János György; Officina, Bp., 1941 (Kétnyelvű klasszikusok)
- Bánat / Apámról / P. Ovidius Naso: Amores. Részletek; Magvető, Bp., 1973
- Én, fájdalomherceg. Válogatott versek és írások; vál. Tüskés Tibor, fotó Körtvélyesi László; Pátria, Bp., 1990 (Pátria könyvek)
- Én, fájdalomherceg; előszó Lator László, szerk. Dezsényi Katalin; Ulpius-ház, Bp., 2003
- Összegyűjtött versei; összegyűjtötte, szerk. és utószó Kőrizs Imre; Helikon, Bp., 2019

## Származása
| Karinthy Gábor (Budapest, 1914. dec. 17.– Budapest, 1974. nov. 13.) költő | Apja: Karinthy Frigyes (Budapest, 1887. jún. 25.– Siófok, 1938. aug. 29.) író, műfordító | Apai nagyapja: Karinthy (Kohn) József (Pápa, 1846. márc. 28. – Budapest, 1921. nov. 4.) tisztviselő | Apai nagyapai dédapja: Kohn Lipót órás                                      |
| Karinthy Gábor (Budapest, 1914. dec. 17.– Budapest, 1974. nov. 13.) költő | Apja: Karinthy Frigyes (Budapest, 1887. jún. 25.– Siófok, 1938. aug. 29.) író, műfordító | Apai nagyapja: Karinthy (Kohn) József (Pápa, 1846. márc. 28. – Budapest, 1921. nov. 4.) tisztviselő | Apai nagyapai dédanyja: Glück Mária (? – Pápa, 1892. jan. 27.)              |
| Karinthy Gábor (Budapest, 1914. dec. 17.– Budapest, 1974. nov. 13.) költő | Apja: Karinthy Frigyes (Budapest, 1887. jún. 25.– Siófok, 1938. aug. 29.) író, műfordító | Apai nagyanyja: Engel Karola (Pest, 1851. aug. 13.– Budapest, 1895. jan. 26.)                       | Apai nagyanyai dédapja: Engel Dávid (? – Budapest, 1883. márc. 28.) magánzó |
| Karinthy Gábor (Budapest, 1914. dec. 17.– Budapest, 1974. nov. 13.) költő | Apja: Karinthy Frigyes (Budapest, 1887. jún. 25.– Siófok, 1938. aug. 29.) író, műfordító | Apai nagyanyja: Engel Karola (Pest, 1851. aug. 13.– Budapest, 1895. jan. 26.)                       | Apai nagyanyai dédanyja: Sternberg Katalin (? – Budapest, 1888. aug. 16.)   |
| Karinthy Gábor (Budapest, 1914. dec. 17.– Budapest, 1974. nov. 13.) költő | Anyja: Judik Etel (1885. dec. 21.– Budapest, 1918. okt. 17.) színésznő                   | Anyai nagyapja: n.a.                                                                                | Anyai nagyapai dédapja: n. a.                                               |
| Karinthy Gábor (Budapest, 1914. dec. 17.– Budapest, 1974. nov. 13.) költő | Anyja: Judik Etel (1885. dec. 21.– Budapest, 1918. okt. 17.) színésznő                   | Anyai nagyapja: n.a.                                                                                | Anyai nagyapai dédanyja: n. a.                                              |
| Karinthy Gábor (Budapest, 1914. dec. 17.– Budapest, 1974. nov. 13.) költő | Anyja: Judik Etel (1885. dec. 21.– Budapest, 1918. okt. 17.) színésznő                   | Anyai nagyanyja: Judik Etelka                                                                       | Anyai nagyanyai dédapja: n. a.                                              |
| Karinthy Gábor (Budapest, 1914. dec. 17.– Budapest, 1974. nov. 13.) költő | Anyja: Judik Etel (1885. dec. 21.– Budapest, 1918. okt. 17.) színésznő                   | Anyai nagyanyja: Judik Etelka                                                                       | Anyai nagyanyai dédanyja: n. a.                                             |